# Sinfonia n. 13 (Šostakovič)
La Sinfonia n. 13 in si bemolle minore (Op. 113, Babij Jar) di Dmitrij Šostakovič è una sinfonia corale. Fu eseguita per la prima volta dall'Orchestra filarmonica di Mosca, diretta da Kirill Kondrašin, il 18 dicembre del 1962. Il titolo della sinfonia richiama la strage di ebrei nella fossa di Babij Jar, presso Kiev, messa in atto dai nazisti tra il 29 e il 30 settembre del 1941.

## Storia
Nella tredicesima, come nella successiva quattordicesima sinfonia, Šostakovič, unisce il canto alla musica strumentale, quasi a simboleggiare un'impotenza della forma musicale della sinfonia strumentale. Le voci sono maschili: un basso e un coro di bassi, come se Šostakovič volesse dare alla sinfonia un timbro di "saggezza" russa. Il coro canta all'unisono o al limite all'ottava, e possiamo sentire melodie popolari o testi di incitamento alla riflessione.

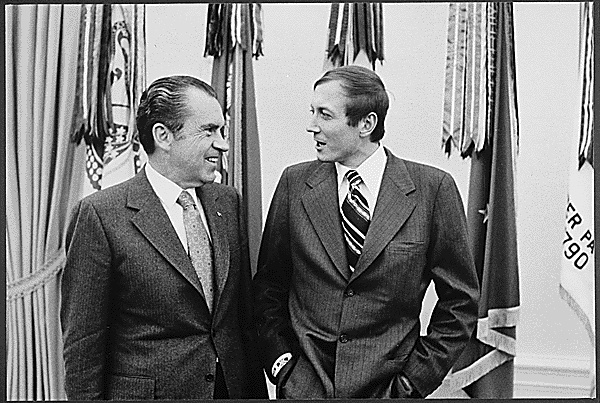
Evtušenko (a destra) con il presidente statunitense Nixon

I testi della sinfonia intera sono stati commissionati da Šostakovič in persona al poeta Evgenij Evtušenko, all'epoca ventottenne e già noto per i suoi scritti di contrarietà alle autorità sovietiche..
Il compositore e il poeta evocano sentimenti ancora vivi nella memoria degli ascoltatori: la durezza della vita sotto guerra, i massacri compiuti dai nazisti, l'antisemitismo, ma anche i momenti di vita quotidiana.
Alla conclusione della prima, Meyer descrive "ovazioni senza fine" del pubblico, visibilmente commosso per le tematiche affrontate, al maestro e al poeta Evtušenko, commossi fino al pianto anche loro.
La Tredicesima venne poco pubblicizzata sulla "Pravda", oppure fortemente criticata, per esempio dal giornale "Sovetskaja kultura". Alcune riprese televisive del '63 vennero annullate. Fu comunque l'ultima delle opere di Šostakovič a creare degli screzi tra il maestro e le autorità sovietiche.

## Struttura

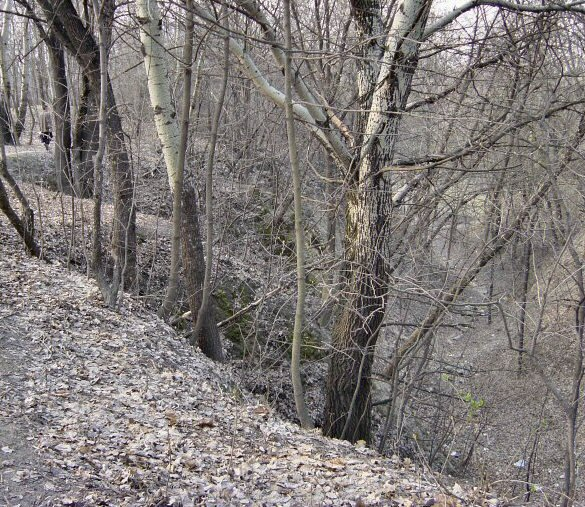
La zona di Babij Jar

La sinfonia è composta da cinque movimenti:

### Adagio -Babij Jar
Il primo movimento è una terribile, lugubre e cupa processione. Le sonorità forti che caratterizzano questo inizio della sinfonia, quasi insostenibili, raccontano la storia degli ebrei: la fuga dall'Egitto, Dreyfus, i polacchi ebrei di Białystok, Anna Frank, e in particolare l'eccidio di Babij Jar, da cui prende il nome il movimento e la sinfonia intera.
La sinfonia si apre con il rintocco delle campane, che caratterizzerà tutto questo primo movimento. Dopo un'introduzione affidata ad ottoni e legni, si ha l'entrata del coro di bassi che espone il tema. A questo risponde l'intera orchestra. L'esposizione del tema è successivamente affidata al basso solista, che racconta un episodio di una coppia di ragazzi che sta per essere catturata dai nazisti. Segue un'esplosione orchestrale, che reintroduce il tema iniziale del coro di bassi.

### Allegretto -Umorismo
La seconda parte è uno scherzo, e si tratta di una critica ai potenti (zar, re, dittatori), che, benché si compiacciano di parate e sfilate militari, non possono controllare l'"umorismo", ovvero la satira del popolo. Il tema proviene da una melodia della lirica "L'addio di Macpherson", dalle  Sei romanze su versi di poeti inglesi, Op. 62.

### Adagio -Nel negozio
Il movimento evoca la difficile vita delle donne sovietiche durante la guerra e ne celebra la pazienza e la resistenza. Scritto in forma di lamento, il coro abbandona per l'unica volta in tutta la sinfonia il canto all'unisono e termina con due accordi armonici. La cadenza plagale che chiude il movimento ricorda un amen liturgico.

### Largo -Timori
Il titolo si riferisce alla paura, al terrore,    dell'epoca di Stalin. Si parla infatti della paura del parlare e dell'esprimersi.

### Allegretto -Una carriera
Nell'ultimo movimento viene criticato il cinico carrierismo, a cui viene contrapposto l'autentico genio di chi non ha paura di battersi per la verità (vengono citati Galileo, Shakespeare, Pasteur, Newton e Tolstoj).

## Registrazioni
- "Shostakovic, the symphonies", Vladimir Ashkenazy, Royal P. O., St Petersburg P. O., NHK S.O.
- "Dmitri Shostakovich. The Complete Symphonies", CD n. 10: Mariss Jansons, Männerchor und Symphonieorchester des Bayerischen Rundfunks, EMI 2005/2006